# 重罪
重罪（じゅうざい、英: felony）は、英米法諸国において重大な犯罪を指す。その起源であるイングランドのコモン・ローにおいては、重罪とは本来、有罪判決を受けた者の土地および物品の没収を伴う犯罪であり、それ以外の犯罪は微罪と呼ばれた。多くの英米法諸国においては、現在、重罪と軽罪という区別は廃止されており、その代わりに例えば正式起訴犯罪と略式起訴犯罪といった新たな区別が導入されている。重罪は一般的に「高度の重大性」を有する犯罪であると考えられており、これに対して軽罪はそうではないものと考えられている。
裁判所において重罪に当たる罪の有罪判決を受けた者を「重罪人（felon）」という。アメリカ合衆国においては、重罪および軽罪の区別はなお幅広く用いられており、連邦政府は、重罪を死刑または1年を超える拘禁刑が科され得る犯罪と定義している。科され得るのが1年以下であれば軽罪に分類される。個別の州政府においてはこの定義は異なることがあり、重大性や情況といった他の類型が用いられることもある。
英米法上の重罪（felony）に類似するものとして、一部の大陸法諸国（イタリアなど）では「重罪」（英語のdelictに相当する語）があり、また、他の一部の大陸法諸国（フランス、スペイン、ベルギー、スイスなど）では「重罪」（英語のcrimeに相当する語）および「軽罪」（英語のdelictに相当する語）がある。

## 概説

### 対象による分類
重罪には例えば以下のものが含まれる。
- 謀殺罪（murder）
- 強姦罪（rape）
- 加重暴行罪（aggravated assault）・加重殴打罪（aggravated battery）
- 放火罪（arson）
- 強盗罪（robbery）
- 住居侵入罪（burglary）
- 種々の詐欺罪（fraud）
- 一定の種類・量の違法薬物の製造、売却、頒布、または頒布を目的とした所持
- 国・州によっては、一定の種類の違法薬物の（例えば個人的使用などの頒布以外を目的とした）単純所持（通常は一定の量を超える場合であるが、法域と薬物によっては量は問われないことがある（例えばヴァージニア州におけるコカインとヘロイン）。）
- 重窃盗罪（grand larceny）または重盗取罪（grand theft）。すなわち、一定の法定の価額または数量を超える物品に対する窃盗罪(larceny）または盗取罪（theft）
- 連邦財産に対するヴァンダリズム
- 反逆罪 (treason)
- 大逆罪（high treason）
- 誘拐罪（kidnapping）
- 偽証罪（perjury）
- 小切手詐欺（cheque fraud）
- 著作権侵害（copyright infringement）

大まかに言えば、重罪は、暴力的または非暴力的のいずれかに特色づけられる。
- 暴力的な犯罪は、通常、人に対する暴力または暴力による威嚇をその要素として含む。法域によっては、財産の所有者の心的外傷を伴う可能性の高い一定の財産犯は暴力的なものと分類されている。例えば、ヴァージニア州では、コモン・ロー上の住居侵入罪 (common-law burglary)（窃盗、暴行および殴打またはその他の同州における重罪を犯す目的をもって、夜間、住居に侵入すること）および法定住居侵入罪 (statutory burglary) (さらなる犯罪を犯す目的をもって侵入することをいい、住居または時間の要素は不要である。したがって、定義上、住居だけでなく事業所に対する侵入は時刻を問わず適用がある。）は重罪として扱われている。
- 薬物または財産のみに関する犯罪のほとんどは非暴力的なものとして特色づけられる。

犯罪によっては、性質上類似していても、状況次第で重罪にも軽罪にもなり得るものがある。例えば、規制物質の違法な製造、頒布または所持は重罪となり得るが、少量の所持であれば軽罪に留まることがある。致死性のある武器の所持は、一般的には合法たり得るが、そのような武器を学校などの制限された区域に持ち込むと、当該武器を使用する意図の有無にかかわらず、重大な犯罪と評価され得る。また、州によっては、酩酊状態での運転は、初犯であれば軽罪たり得るが、2度目以降は重罪となり得る。
コモン・ローは、重罪への関与者を4つの基礎的類型に区別した。それは、(1)第一級正犯、すなわち現に当該犯罪を犯した者、(2)第二級正犯、すなわち当該犯罪の現場における関与者（aiders and abettors）、(3)事前従犯、すなわち基礎となる犯罪事件が行われる前に正犯を助けた関与者、および(4)事後従犯、すなわち基礎となる犯罪が行われた後に正犯を助けた者、である。しかしながら、20世紀中に、アメリカの諸法域は最初の3つの類型の区別を廃止した Gonzales v. Duenas-Alvarez, 549 U.S. 183 (2007) (citations omitted)。

### 重大性による分類
重罪に対しては、1年以上の拘禁刑が科されるか、または謀殺罪のような最も重大な重罪の場合には死刑が科される。実は、イギリスとアメリカの法体系が1776年に分離した当時のコモン・ローにおいては、重罪とは、犯罪のうちその刑罰を死刑または財産の没収のいずれかとするもののことであった。全ての重罪はなお重大な犯罪であると考えられていたが、比例性（すなわち、犯罪に応じた刑罰でなければならないというもの）への懸念から、近代においては、立法により、より短期の拘禁刑から、被告人が保護観察を無事終えることを条件とする実刑判決の代替または果ては収監の全ての猶予にまで渡る、より軽い刑罰が、求められ、または許容されるようになった。犯罪の重大性を測る基準としては、ある犯罪がその被害者または社会一般に与えた影響を定量的に評価し比較する試みもある。
州によっては、全てまたは多くの重罪は、その犯罪の重大性および有罪判決によって科され得る刑罰に従って、種々の等級のうちの1つに位置づけられる。犯罪の等級の数およびそれに該当する犯罪は州によって異なっており、これを決定するのは州議会である。通常は、州議会は重罪の各等級に対して許容される刑罰の上限も決定する。これにより、あらゆる可能性のある犯罪に対して特定の処罰を定めずに済むこととなる。例えば、
ヴァージニア州においては、多くの重罪が数字によって分類され、第六級（1年から5年の拘禁または12ヶ月までの拘留）から、第二級（20年から終身刑。例えば、第1級謀殺罪（first-degree murder）や加重故意傷害罪（aggravated malicious wounding））を経て、第一級（終身刑または死刑。一定の類型の謀殺罪。）に至る。重罪の中には、依然としてこの分類体系に含まれないものも存在する。
ニューヨーク州においては、重罪は文字によって分類され、一部の等級はされにローマ数字によって下位分類がなされる。等級は、E級（最も軽い重罪を含む。）から、D級、C級、B級およびA-Ⅱ級を経て、A-Ⅰ級（最も重いものを含む。）に至る。

## イングランドおよびウェールズ

### 歴史
ウィリアム・ブラックストンは「重罪」について、
と書き記している。

「重罪 (felony) 」という語はその起源において封建的なものであり、人の財産全体の価額、すなわち、「人が自らの封土を失うことに対する対価」を指すものであった。ブラックストンは、重罪とは単に死刑が科され得る犯罪を指すとの誤解に対して反駁するに際して、必ずしも全ての重罪が死罪ではないことと必ずしも全ての死罪が重罪でないことを証明した。しかしながら、ブラックストンは次のように認めてもいる。
重罪に対する死刑は、聖職者特典の答弁によって回避することができた。これは、徐々に進化して、（聖職者か否かにかかわらず）すべての者が、（大逆罪（high treason）および制定法上明示的に除外された犯罪を除き）初犯については死刑が免除されることとなった。19世紀の間、刑事法改革によって死罪は漸進的に削減されて5つとなり（イギリスにおける死刑を参照。）、また、重罪に対する没収刑は1870年没収法によって廃止された。その結果、重罪と軽罪の区別は徐々に恣意的なものとなっていった。残存する差異は、証拠および手続の準則の違いとなり、法律委員会(Law Commission）は重罪を全て廃止することを勧告した。これを行ったのが1967年犯罪法であり、これにより全ての重罪（反逆罪 (treason) を除く。）は軽罪とされ、犯罪を「逮捕可能 (arrestable) 」犯罪と「非逮捕可能 (non-arrestable)」犯罪に分類する新たな制度（同制度の下では一般的な逮捕権限は5年以上の拘禁刑を科し得る犯罪についてのみ及ぶ。）が導入された。
逮捕可能犯罪は2006年に廃止され、今日では、犯罪は正式起訴犯罪または略式起訴犯罪に分類される。
手続法
1836年重罪審理法 (6 & 7 Will 4 c 114) により、重罪として正式起訴された者は、弁護士（counsel or attorney）による代理が可能となった。
用語
重罪により起訴された者が、prisoner（囚人）と呼ばれた。

## 米国
英国に由来する厳格な重罪法を改革したことは、米国独立後における「自由の最初の成果の1つ」とされた。
米国の多くの地域において、有罪を宣告された重罪人は、刑期の満了後も、長期間に渡る法的な効果を受けることがあり、これには例えば以下のようなものがある。
- 公民権剥奪（英語版）（アメリカ合衆国最高裁判所の解釈によればアメリカ合衆国憲法修正第14条により許容される。）
- 査証などの一定の許認可や適法に営業するために必要な職業許認可の拒否（その結果、多くの職業が重罪人には禁止されている。）
- 火器、弾薬および防弾チョッキの購入および所持の拒否
- 陪審員としての資格の喪失
- 政府による扶助または福祉の受給資格の喪失（例えば連邦政府が資金拠出する住居にも入居できない）
- 国外退去処分（犯罪者が市民でない場合）

そのほかにも、就職の申込みや賃貸の申込みにおいても重罪歴は質問され（マサチューセッツ州を除く。）、これに対する不実の説明は、当該申込みを拒否する理由となるし、嘘の露見が雇用後であれば解雇の理由ともなる。雇用の決定および人に対する住居の賃貸の決定に際して重罪人を差別することは適法であり、したがって、重罪人は職業を得るのにも住居を得るのにも障害に直面するのである。仮釈放の一般的な条件として、他の重罪人との交際を避けることとされるが、重罪宣告率の高い地域においては、そのために多くの重罪人が仮釈放条件違反で逮捕される不断の脅威の下で生活する状況にある。
多くの保証会社は、有罪判決を受けた重罪人のための保証の提供は行わないため、これもまた彼らが一定の職業に就くことの事実上の障害となっている。また、多くの銀行は有罪判決を受けた重罪人に対するサービスを拒否する。
州によっては、さらに、重罪の有罪判決は協議離婚の理由となるとされている。
「有罪判決を受けた重罪人」としての地位と肩書きは永続的なものとされており、刑期の満了によって終了することはない。たとえそれが仮釈放、保護観察または早期釈放によるものであってもである。この地位は、上訴による勝訴か、恩赦によってしか、払拭し得ない。もっとも、重罪人は、一定期間経過後であれば、一定の権利について回復を申請することが可能となることがある。
州によっては、当該権利の回復は、当該重罪人の逮捕、刑事手続および収監に関する種々の費用の償い次第で定まることがある。

### 犯罪記録抹消
州法に基づく有罪判決についての犯罪記録抹消（expungement）は、当該州の法律によって定められる。いくつかの州では、いかなる犯罪についても犯罪記録抹消は認められていない。
連邦法においては、連邦地方裁判所において、連邦法上の重罪について有罪判決を受けた者がその記録の抹消を申請するための規定は置かれていない。現在審理中の2009年セカンドチャンス法によりこれは改められる可能性があるが、現時点において連邦裁判所に起訴された個人が受けることができる唯一の救済は大統領恩赦であり、この場合、有罪判決は抹消されないものの、これに起因する民事上の能力制限については救済が与えられる。

## ドイツ連邦共和国
「重罪（独: Verbrechen）」は、1年以上の拘禁刑が科され得る犯罪と定義される。そして、「軽罪（独: Vergehen）」は、1年未満の拘禁刑または罰金が科され得るその他全ての犯罪である。
しかしながら、場合によっては極めて重い類型の軽罪については1年を超える拘禁刑が科され得るが、その場合も当該犯罪自体はなお軽罪であるとされる。同様のことは、1年未満の拘禁刑が科され得る軽い類型の重罪についてもいえる。
重罪の未遂は全て処罰の対象であるが、軽罪の未遂は法律上特に規定された場合のみ処罰され得る。
なお、「科刑命令（独: Strafbefehl）」は、重罪については一切認められない。

## フランス共和国
「重罪（仏: crime）」は、自然人に対しては10年以上の拘禁刑が、法人に対しては75000ユーロ以上の罰金が科され得る犯罪と定義され、フランス刑法131-1及び131-2に規定されている。重罪は、一般市民も参加する重罪院（Cour d'assises）で審理される。
これに対して、「軽罪（仏: délit）」は、重罪よりも短い拘禁刑または3750ユーロ以上の罰金を科される犯罪であり、職業裁判官3名で構成される軽罪裁判所（tribunal correctionnel）で審理される。
さらに、より軽い犯罪のカテゴリーとして、違警罪（contravention）がある。